# Domenico Di Cecco
Domenico Di Cecco (Lanciano, 20 maggio 1983) è un allenatore di calcio ed ex calciatore italiano, di ruolo centrocampista.

## Carriera
Cresciuto nel U.S River Chieti, Giulianova, si trasferisce successivamente nel Chieti.
Nel 2002 esordisce tra i professionisti nel Chieti in Serie C1, disputando 7 partite nella stagione 2002-2003. Il secondo anno al Chieti si conclude con 8 presenze, mentre nelle due successive stagioni diventa titolare con 31 presenze nel 2004-2005 (più due nei play-out) e 32 nella sua ultima stagione a Chieti, al termine della quale arriva la retrocessione diretta in Serie C2.
Nella stagione 2006-2007 passa all'Avellino dove a fine stagione vincerà i play-off dopo aver battuto in semifinale il Taranto e in finale il Foggia.
Nella Serie B 2007-2008 Di Cecco totalizzerà 36 presenze, e la sua squadra verrà retrocessa a fine stagione. Con il fallimento del Messina, l'Avellino verrà però ripescato in Serie B.
Dopo essere passato dal ChievoVerona, con il quale comunque non ha raccolto alcuna presenza, ritorna in prestito all'Avellino.
Nel 2009 il ChievoVerona lo cede in prestito al Virtus Lanciano. Qui nel campionato di Lega Pro Prima Divisione gioca 27 partite.
L'anno seguente il Lanciano acquista a titolo definitivo il calciatore dalla società scaligera.
Il 30 agosto 2011 si trasferisce in prestito al Barletta, in Prima Divisione Lega Pro., e l'anno seguente torna a far parte dell'organico della Virtus Lanciano, che prende parte alla Serie B.
Il 5 gennaio 2016 si trasferisce a titolo definitivo al Catania. Conclude i primi sei mesi con la maglia rossazzurra collezionando 18 presenze, giocando complessivamente 1656 minuti e ottenendo 4 ammonizioni.
Il 7 luglio 2017 viene ufficializzato il suo passaggio alla Sambenedettese.
A luglio 2021 mentre è ancora tesserato con il Bitonto, annuncia il ritiro dal calcio giocato.
In seguito ad agosto dello stesso anno entra nello staff tecnico come vice allenatore della Fidelis Andria.

## Statistiche

### Presenze e reti nei club
| Stagione                | Squadra                 | Campionato              | Campionato | Campionato | Coppe nazionali | Coppe nazionali | Coppe nazionali | Coppe continentali | Coppe continentali | Coppe continentali | Altre coppe | Altre coppe | Altre coppe | Totale | Totale |
| Stagione                | Squadra                 | Comp                    | Pres       | Reti       | Comp            | Pres            | Reti            | Comp               | Pres               | Reti               | Comp        | Pres        | Reti        | Pres   | Reti   |
| ----------------------- | ----------------------- | ----------------------- | ---------- | ---------- | --------------- | --------------- | --------------- | ------------------ | ------------------ | ------------------ | ----------- | ----------- | ----------- | ------ | ------ |
| 2000-2001               | Giulianova              | C1                      | 0          | 0          | CI              | 0               | 0               | -                  | -                  | -                  | -           | -           | -           | 0      | 0      |
| 2001-2002               | Chieti                  | C1                      | 0          | 0          | CI              | 0               | 0               | -                  | -                  | -                  | -           | -           | -           | 0      | 0      |
| 2002-2003               | Chieti                  | C1                      | 7          | 0          | CI              | 0               | 0               | -                  | -                  | -                  | -           | -           | -           | 7      | 0      |
| 2003-2004               | Chieti                  | C1                      | 8          | 0          | CI              | 0               | 0               | -                  | -                  | -                  | -           | -           | -           | 8      | 0      |
| 2004-2005               | Chieti                  | C1                      | 31+2       | 1          | CI              | 0               | 0               | -                  | -                  | -                  | -           | -           | -           | 33     | 1      |
| 2005-2006               | Chieti                  | C1                      | 32         | 0          | CI              | 0               | 0               | -                  | -                  | -                  | -           | -           | -           | 32     | 0      |
| Totale Chieti           | Totale Chieti           | Totale Chieti           | 78+2       | 1          |                 | 0               | 0               |                    | -                  | -                  |             | -           | -           | 80     | 1      |
| 2006-2007               | Avellino                | C1                      | 32+4       | 0          | CI              | 1               | 0               | -                  | -                  | -                  | -           | -           | -           | 37     | 0      |
| 2007-2008               | Avellino                | B                       | 36         | 0          | CI              | 1               | 0               | -                  | -                  | -                  | -           | -           | -           | 37     | 0      |
| 2008-2009               | Avellino                | B                       | 37         | 1          | CI              | 1               | 0               | -                  | -                  | -                  | -           | -           | -           | 38     | 1      |
| Totale Avellino         | Totale Avellino         | Totale Avellino         | 105+4      | 1          |                 | 3               | 0               |                    | -                  | -                  |             | -           | -           | 112    | 1      |
| 2009-2010               | Lanciano                | 1D                      | 28         | 0          | CI              | 0               | 0               | -                  | -                  | -                  | -           | -           | -           | 28     | 0      |
| 2010-2011               | Lanciano                | 1D                      | 29         | 5          | CI              | 1               | 0               | -                  | -                  | -                  | -           | -           | -           | 30     | 5      |
| ago. 2011               | Lanciano                | 1D                      | 0          | 0          | CI              | 1               | 0               | -                  | -                  | -                  | -           | -           | -           | 1      | 0      |
| ago. 2011-2012          | Barletta                | 1D                      | 21         | 0          | CI-LP           | 0               | 0               | -                  | -                  | -                  | -           | -           | -           | 21     | 0      |
| 2012-2013               | Lanciano                | B                       | 37         | 3          | CI              | 1               | 0               | -                  | -                  | -                  | -           | -           | -           | 38     | 3      |
| 2013-2014               | Lanciano                | B                       | 37         | 1          | CI              | 1               | 0               | -                  | -                  | -                  | -           | -           | -           | 38     | 1      |
| 2014-2015               | Lanciano                | B                       | 38         | 0          | CI              | 2               | 0               | -                  | -                  | -                  | -           | -           | -           | 22     | 0      |
| 2015-gen. 2016          | Lanciano                | B                       | 17         | 2          | CI              | 1               | 0               | -                  | -                  | -                  | -           | -           | -           | 18     | 2      |
| Totale Lanciano         | Totale Lanciano         | Totale Lanciano         | 186        | 11         |                 | 7               | 0               |                    | -                  | -                  |             | -           | -           | 193    | 11     |
| gen.-giu. 2016          | Catania                 | LP                      | 18         | 0          | CI+CILP         | 0               | 0               | -                  | -                  | -                  | -           | -           | -           | 18     | 0      |
| 2016-2017               | Catania                 | LP                      | 19         | 1          | CILP            | 1               | 0               | -                  | -                  | -                  | -           | -           | -           | 20     | 1      |
| Totale Catania          | Totale Catania          | Totale Catania          | 37         | 1          |                 | 1               | 0               |                    | -                  | -                  |             | -           | -           | 38     | 1      |
| 2017-gen. 2018          | Sambenedettese          | C                       | 6          | 0          | CI-C            | 2+2             | 0               | -                  | -                  | -                  | -           | -           | -           | 10     | 0      |
| gen-giu. 2018           | Francavilla             | D                       | 16         | 0          | CI-D            | 0               | 0               | -                  | -                  | -                  | -           | -           | -           | 16     | 0      |
| 2018-2019               | Audace Cerignola        | D                       | 24+2       | 0          | CI-D            | 3               | 0               | -                  | -                  | -                  | -           | -           | -           | 29     | 0      |
| 2019-2020               | Audace Cerignola        | D                       | 20         | 0          | CI-D            | 0               | 0               | -                  | -                  | -                  | -           | -           | -           | 20     | 0      |
| Totale Audace Cerignola | Totale Audace Cerignola | Totale Audace Cerignola | 44+2       | 0          |                 | 3               | 0               |                    | -                  | -                  |             | -           | -           | 49     | 0      |
| 2020-2021               | Bitonto                 | D                       | 12         | 1          | CI-D            | 0               | 0               | -                  | -                  | -                  | -           | -           | -           | 12     | 0      |
| Totale carriera         | Totale carriera         | Totale carriera         | 505+8      | 14         |                 | 18              | 0               |                    | -                  | -                  |             | -           | -           | 531    | 14     |